# Tofsbekard
Tofsbekard (Pachyramphus validus) är en fågel i familjen tityror inom ordningen tättingar.

## Utseende och läte
Tofsbekarden är en stor och kraftig bekard. Hanen är mestadels mörkgrå med ljusare på bröst och buk samt en vit fläck på ryggens mitt, dock ofta dold. Honan är kanelbrun ovan och ljusgul under, med grå hjässa. Arten är inte särskilt ljudlig, med endast spridda gnissliga läten.

## Utbredning och systematik
Tofsbekard delas in i två underarter:
- Pachyramphus validus audax – förekommer från södra Peru (Ayacucho) till Bolivia och nordvästra Argentina
- Pachyramphus validus validus – förekommer i tropiska östra Bolivia, nordöstra  Argentina, Paraguay och östra Brasilien

## Levnadssätt
Tofsbekarden hittas i fuktiga bergsskogar. Där syns den i trädtaket eller i skogskanter, ibland som en del av kringvandrande artblandade flockar.

## Status och hot
Arten har ett stort utbredningsområde, men tros minska i antal, dock inte tillräckligt kraftigt för att den ska betraktas som hotad. Internationella naturvårdsunionen IUCN listar arten som livskraftig (LC).

## Bilder

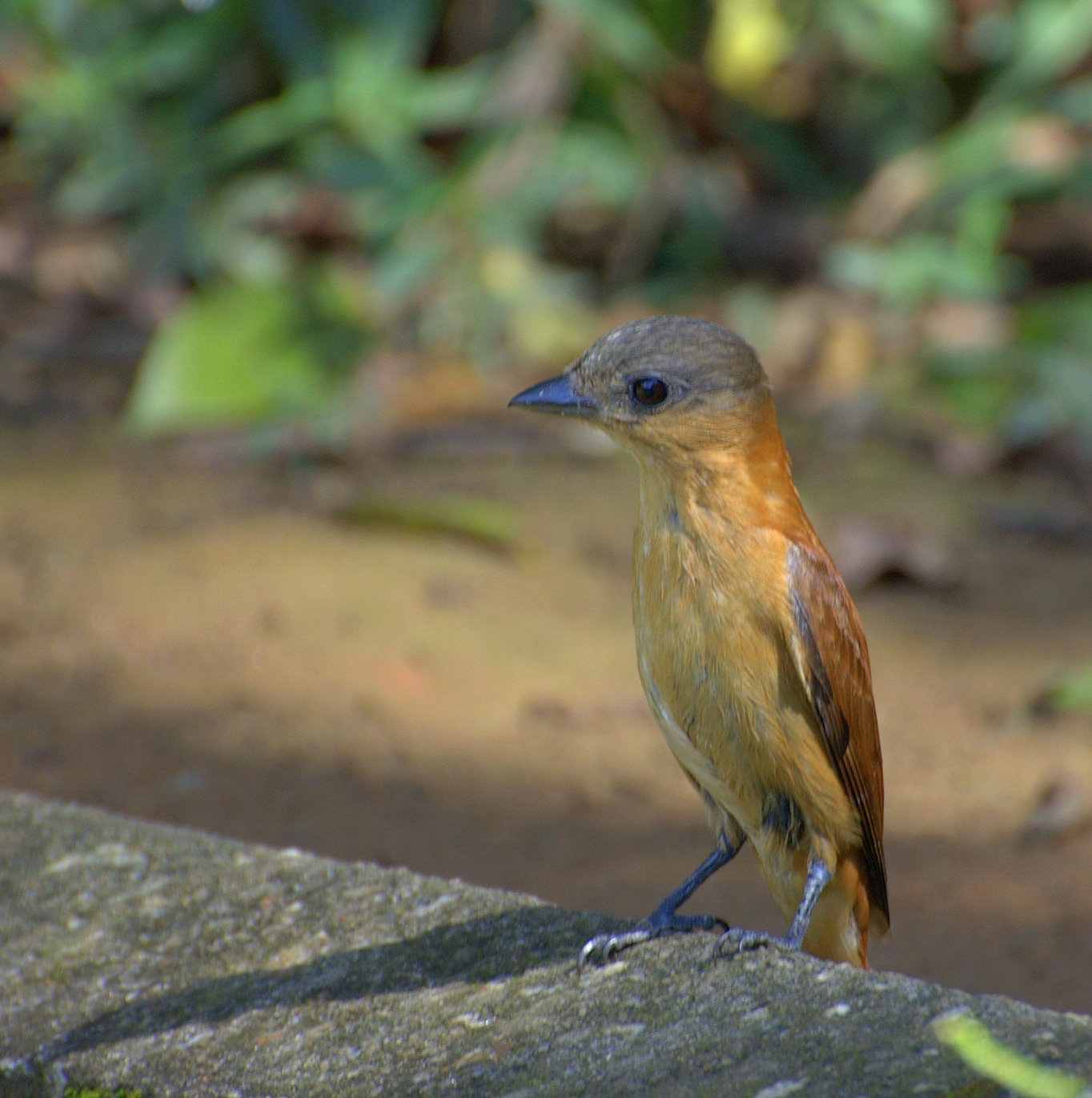
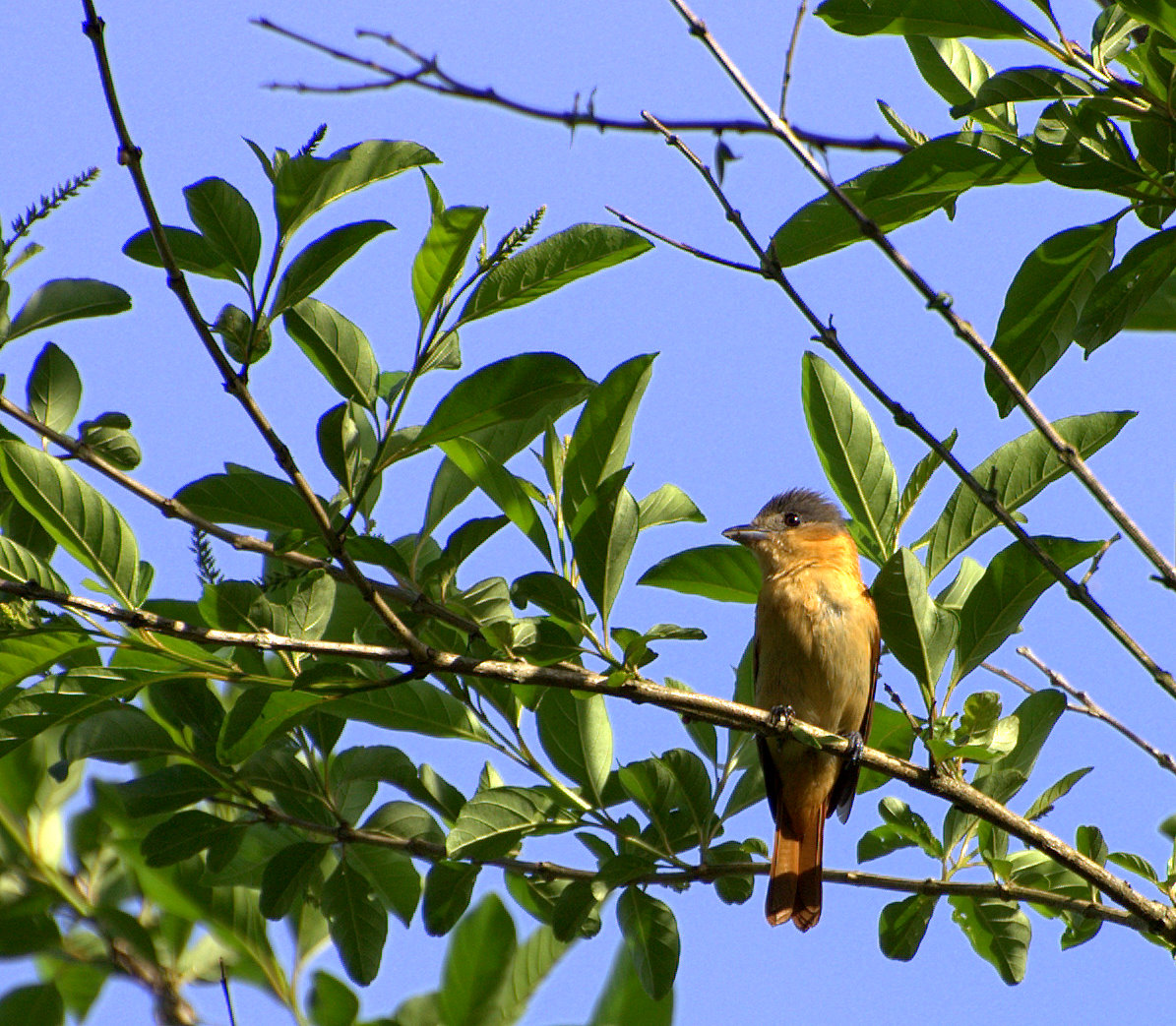
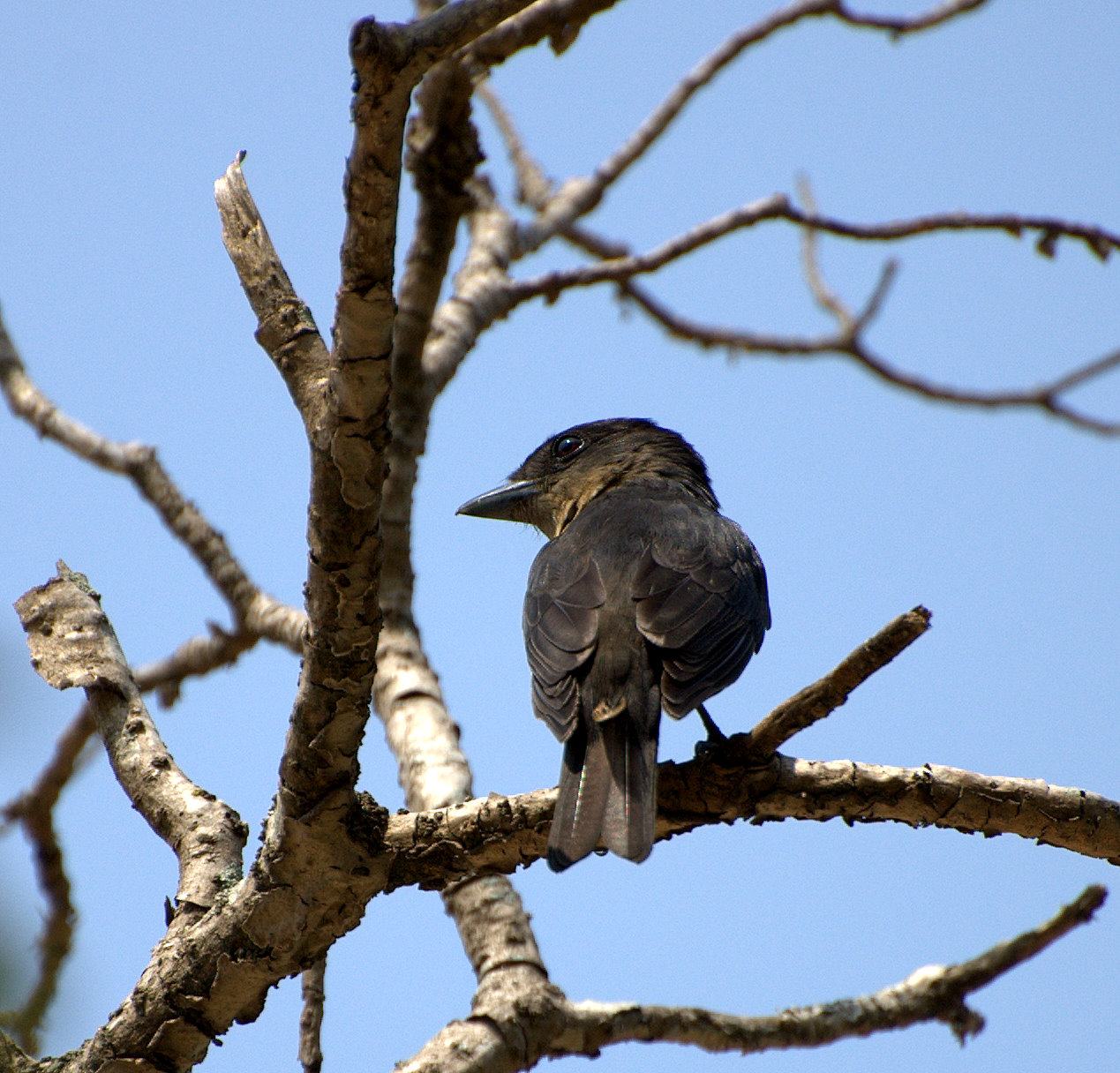